# Saghi Ghahraman
Saghi Ghahraman (en persa: ساقی قهرمان‎) (Mashad, Irán, 3 de febrero de 1957) es una poeta, editora y activista por los derechos del colectivo LGTBI iraní. Desde hace dos décadas, se encuentra exiliada en Canadá. En diciembre de 2021 fue reconocida en la lista de las 100 mujeres de la BBC.

## Biografía
Nacida en Mashad, Irán, el 3 de febrero de 1957, se graduó en literatura persa en la Universidad de Tabriz (ciudad del noroeste de Irán) en 1979. Fue detenida por militar en un grupo de mujeres de una organización comunista.  Como consecuencia de sus actividades políticas y por su defensa de la comunidad LGTBI, tuvo que exiliarse en Toronto, en Canadá, en 1983.
Como escritora, Saghi Ghahraman ha publicado cuatro volúmenes de poesía, así como numerosos artículos en revistas. Forma parte de PEN Canada y es miembro de Sepidar, una revista sobre literatura persa de Toronto. Además, fundó Gilgamishaan Books y el Club de Escritores Exiliados, que dirigió durante dos años.
Ghahraman cofundó la Organización Queer de Irán (IRQO, por sus siglas en inglés: Iranian Queer Organization), organización que ha dirigido desde 2008. También fue la editora jefe de Cheraq, la revista online mensual de IRQO. Esta revista trata temas sobre identidad de género, orientación sexual, y otros temas relacionados con los derechos del colectivo LGBT en Irán.
Ghahraman apareció en la película documental Poetry of Witness (Poesía del testimonio, 2015), en la que contaba su lucha en favor de los derechos de la comunidad LGTBI en el contexto de la Revolución islámica en Irán.   Se considera una persona no binaria.